# 兴港镇
兴港镇，是中华人民共和国广西壮族自治区北海市铁山港区下辖的一个乡镇级行政单位。

## 行政区划
兴港镇下辖以下地区：
石头埠社区、粟山村、杨屋村、谢家村、富屋村、彬池村、小码头村、南乐村、斑鸠冲村、陂头村、大树岭村、川江村、彬定村和婆围村。